# هانس بيتر دور
هانس بيتر دور (بالألمانية: Hans-Peter Dürr)‏ هو كاتب غير روائي وفيزيائي وكاتب ألماني، ولد في 7 أكتوبر 1929 في شتوتغارت في ألمانيا، وتوفي في 18 مايو 2014 في ميونخ في ألمانيا.

## وصلات خارجية
- هانس بيتر دور على موقع IMDb (الإنجليزية)
- هانس بيتر دور على موقع مونزينجر (الألمانية)
- هانس بيتر دور على موقع ديسكوغز (الإنجليزية)
- هانس بيتر دور على موقع قاعدة بيانات الفيلم (الإنجليزية)